# Rafael Trujillo (velista)
Rafael Joaquín Trujillo Villar (La Línea de la Concepción, 14 dicembre 1975) è un velista spagnolo.

## Palmarès

### Olimpiadi
- 1 medaglia:
  - 1 argento (Atene 2004 nella classe Finn)